# Jarosław Augustyniak
Jarosław Augustyniak (ur. 10 lipca 1972) – polski menedżer, były prezes zarządu Noble Banku i Idea Banku.

## Życiorys
Absolwent Szkoły Głównej Handlowej (1996) na kierunku bankowość i finanse. Studiował na Uniwersytecie w Wiedniu w Austrii (1997) oraz na Uniwersytecie w St. Gallen w Szwajcarii (1998).
Po studiach odbywał staż w KPMG. Następnie pracował w Siemens Finance. W latach 2000–2004 prezes zarządu Expandera, a w latach 2004–2006 prezes zarządu Open Finance, następnie prezes zarządu Home Broker (2006–2007) W latach 2006–2010 członek zarządu, w tym w latach 2008–2010 prezes zarządu Noble Bank S.A..
W latach 2010–2017 prezes zarządu Idea Bank S.A., kiedy zrezygnował z funkcji. Pod koniec 2018 nie otrzymał absolutorium od akcjonariuszy Idea Banku, co odbiło się na sytuacji giełdowej spółki – akcje Idea Banku w przeciągu 12 miesięcy 2018 roku spadły o 89,5 procent (z 23,4 zł do 2,43 zł).

## Afera GetBack
Jarosław Augustyniak należy do grona 18 osób, którym w lutym 2019 roku Prokuratura Regionalna w Warszawie postawiła zarzuty w sprawie GetBacku. Był on również jedną z pięciu osób, wobec których zastosowano areszt tymczasowy. Nie przyznaje się do zarzucanych mu czynów, zaś w sprawie trwają postępowania sądowe Jest on podejrzewany o ujawnienie tajemnicy bankowej w postaci przekazywania danych klientów do biur maklerskich, oszustwo w celu osiągnięcia korzyści majątkowej dla siebie, innych członków zarządu i pracowników Idea Banku, a także rzekome działanie w porozumieniu m.in. z byłym prezesem GetBacku Konradem K., byłym członkiem zarządu Dariuszem M. oraz Piotrem Osieckim, byłym prezesem Altus TFI, co skutkowało wyrządzeniem Idea Bankowi szkody majątkowej na ponad 6 mln zł.

## Lion’s House
Jarosław Augustyniak jest twórcą Lion’s House, spółki która promowała się jako doradca inwestycyjny w sektorze nieruchomości. Firma podszywała się pod Lion’s Bank. Logo spółki Lion’s House było łudząco podobne do Lion’s Banku, zaś firma zarejestrowana była przy ul. Przyokopowej 33 (adres siedziby Idea Banku). Dodatkowo instytucją, która mogła oskarżyć Lion’s House o powyższe działania oraz wykorzystywanie wizerunku Lion’s Banku był Idea Bank, czyli formalny właściciel Lion’s Banku. Na czele Idea Banku w tamtym okresie stał Jarosław Augustyniak. Do warszawskiej prokuratury nadal zgłaszają się osoby poszkodowane przez spółkę Lion’s House